# Palazzo Verasis-Asinari
Il Palazzo Verasis-Asinari è un palazzo medievale che sorge in via Natta, tra via Milliavacca e via Giobert ad Asti.

## L'edificio
Risale al secolo XIV, ma in epoca rinascimentale fu ristrutturato.
Costruito in arenaria e mattone, faceva parte di un complesso edilizio più vasto di architettura gotica, comprendente le vie Cattedrale, Giobert, Natta e Milliavacca.
A sinistra del portone vi era una torre segnalata nella carta del Theatrum Statuum Sabaudiae del 1671.
Il piano nobile presenta finestre "crociate" rinascimentali simili a quelle presenti a Palazzo Mazzola.

## La proprietà
(Niccola Gabiani)

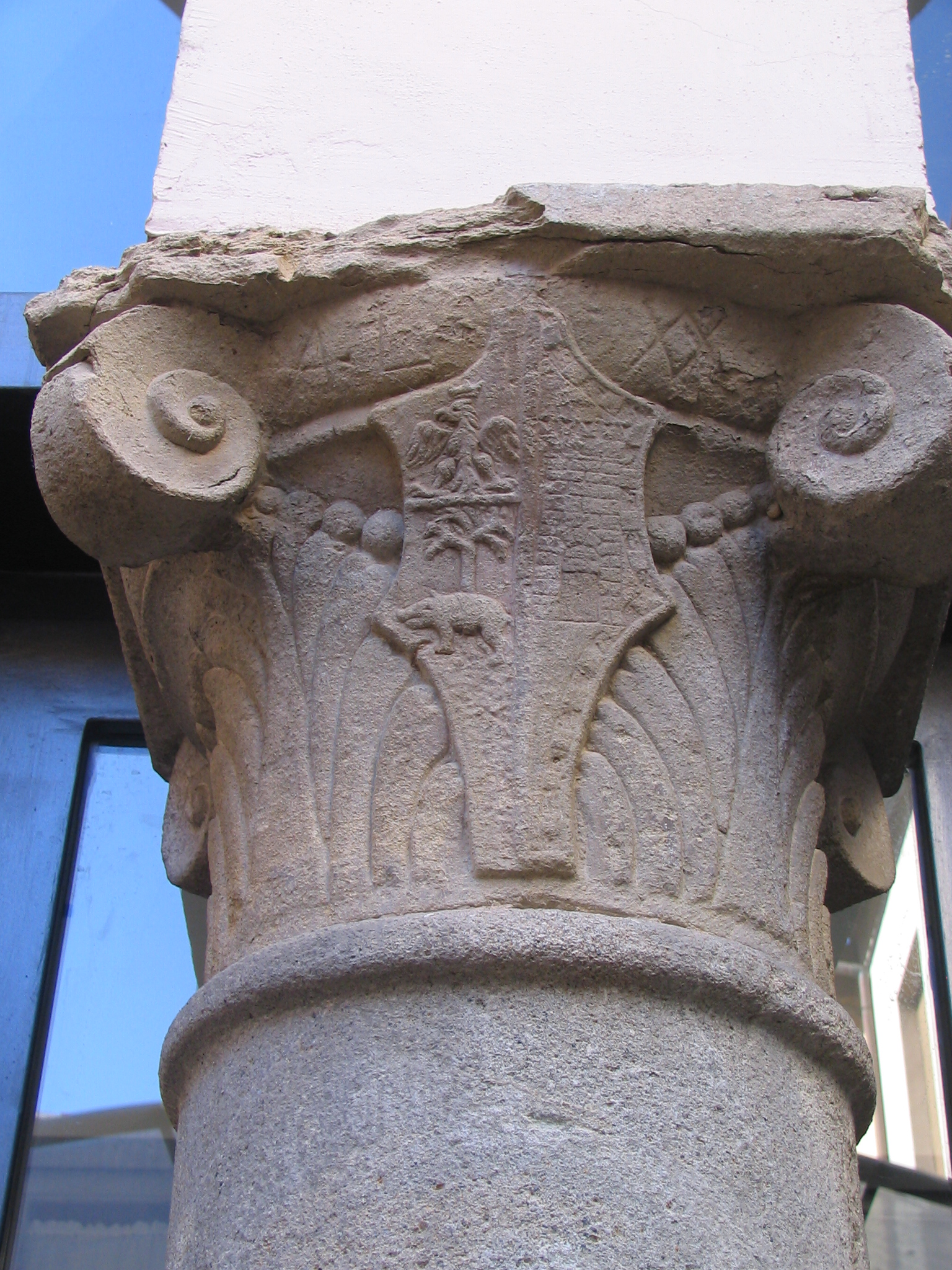
Stemma dei Verasis-Asinari scolpito sulle colonne del Palazzo

La casa nel XVI secolo era di proprietà della famiglia Verasis.
Nel 1620, il conte Aurelio Asinari di Costigliole d'Asti, constatò che la famiglia si sarebbe estinta a causa della presenza di solo discenti femminili.

Essendo due delle tre figlie del conte (Barbara e Camilla) monache clarisse in Asti, nel testamento del 24 maggio 1620, il conte lasciava l'intero patrimonio della famiglia alla primogenita Aurelia Ottavia, a patto che il genero assumesse nome e stemma Asinari.
Quando la primogenita si sposò con il cavaliere Giovanni Antonio Verasis di San Biagio (oggi frazione di Casteggio PV, dove si trova il castello e l'omonimo oratorio risalente al 1706, perfettamente conservati), venne investito del feudo di Costigliole d'Asti e tutti i possedimenti della famiglia Asinari.
Nel XIX secolo il conte Luigi Verasi-Asinari abbandonò il palazzo per abitare in un lussuoso palazzo a Torino.
Nel 1933 la casa che apparteneva agli eredi Guglielminetti, venne messa all'asta dal tribunale di Asti. La acquistò la Cassa di Risparmio di Asti e la donò al Comune di Asti che tuttora la utilizza come sede del conservatorio "G. Verdi".

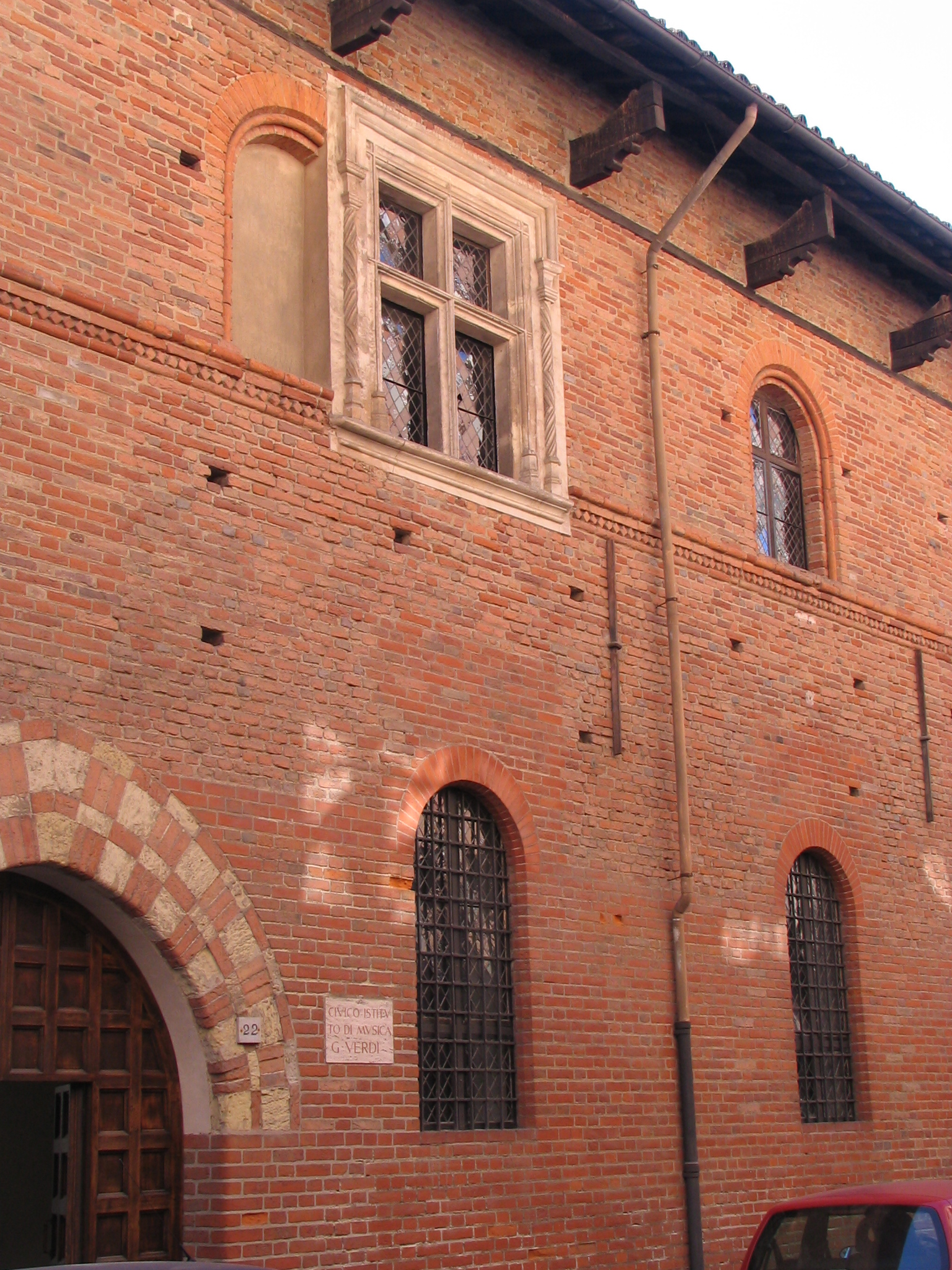
Palazzo Verasis-Asinari, particolare della facciata
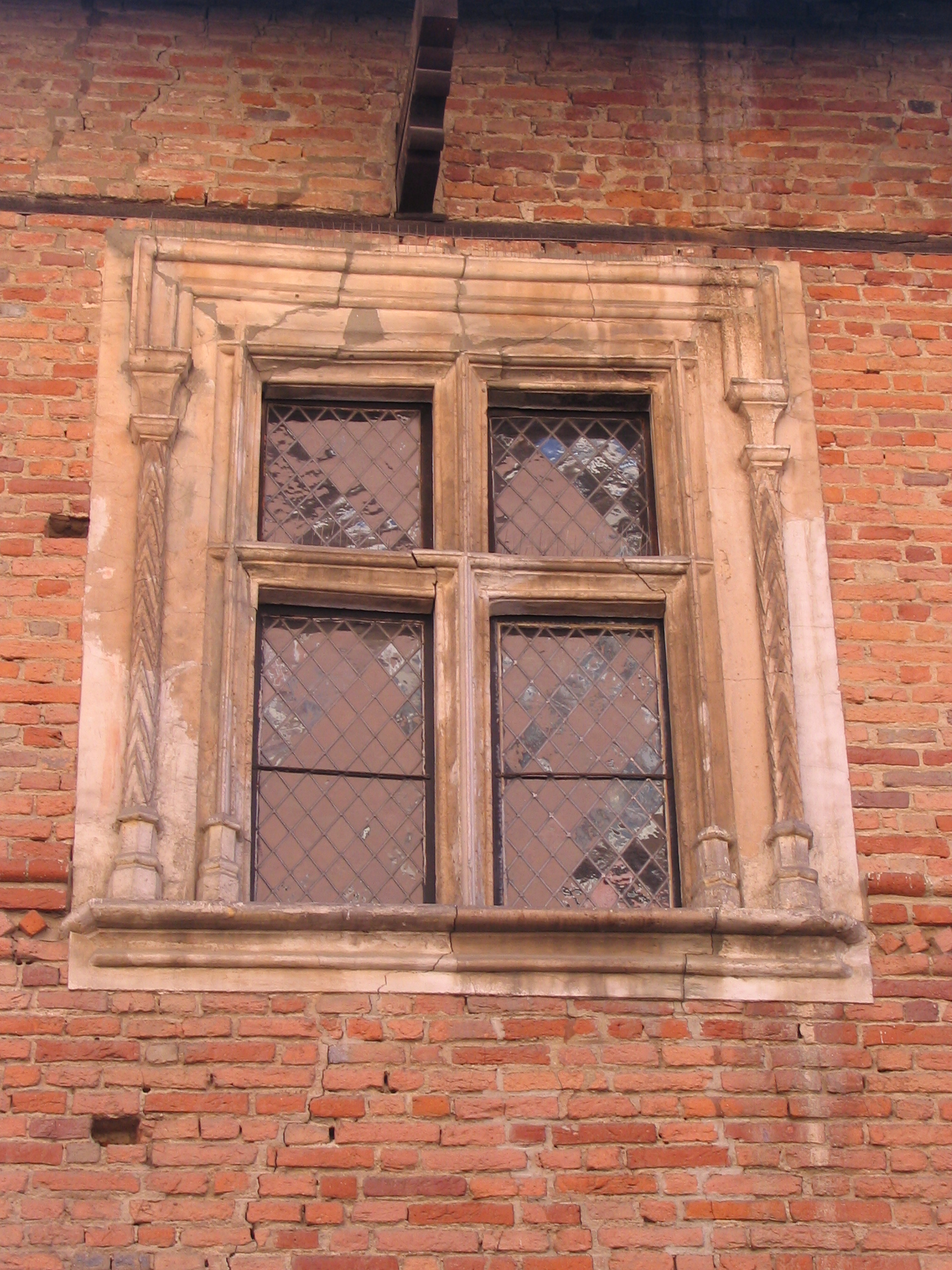
Palazzo Verasis-Asinari, finestra rinascimentale
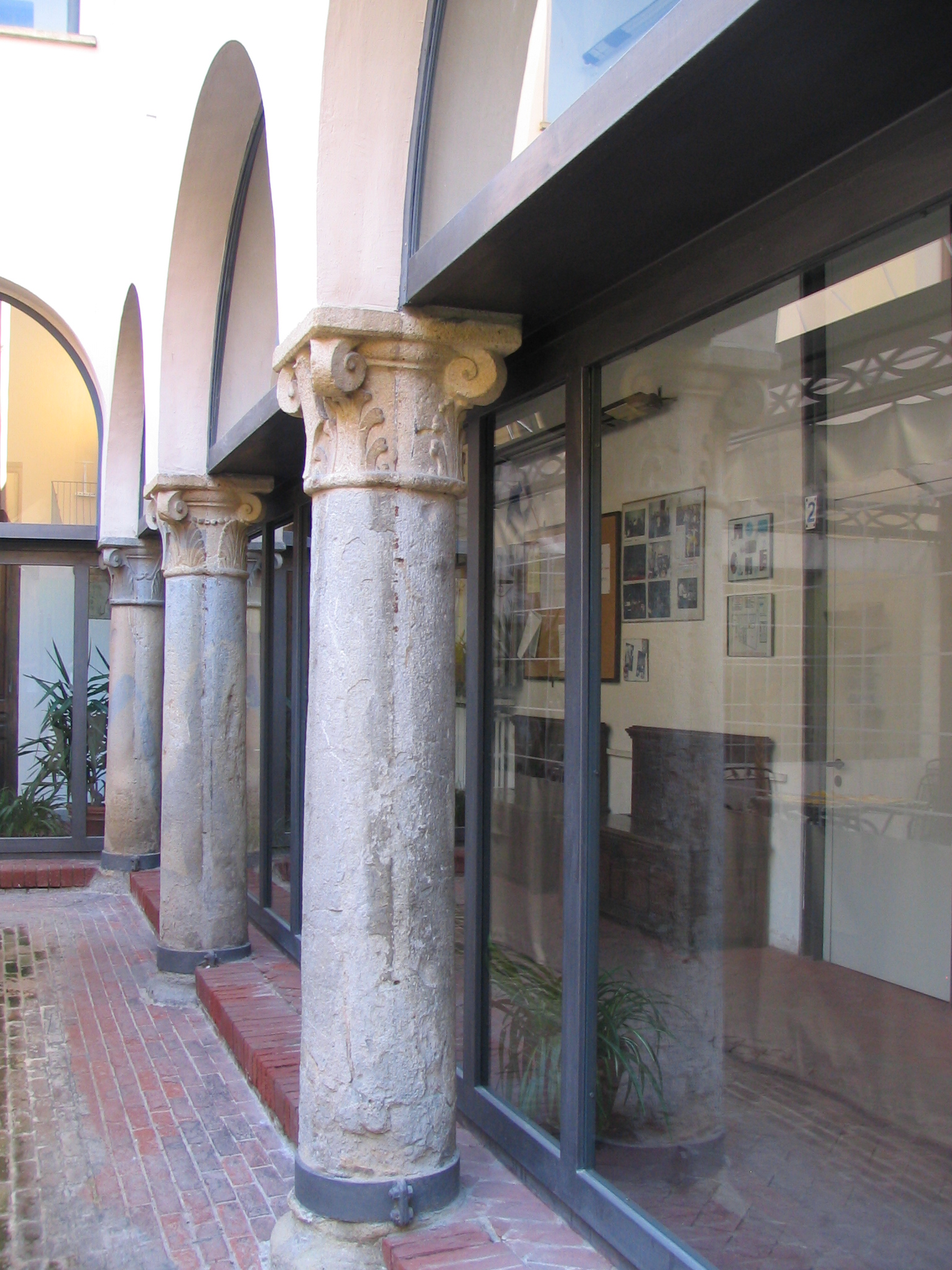
Palazzo Verasis-Asinari, il colonnato interno
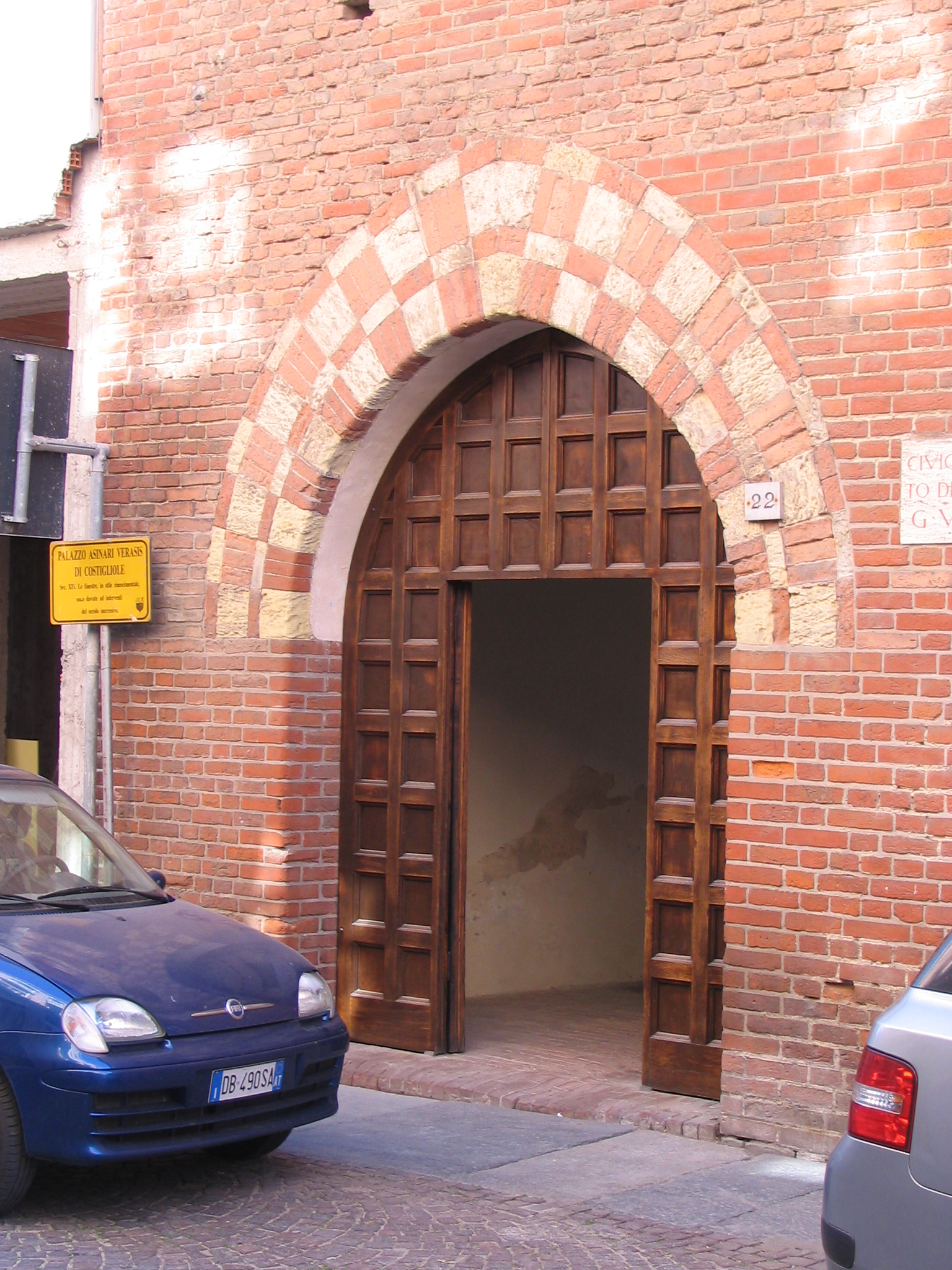
Palazzo Verasis-Asinari, ingresso